# Leichtathletik-Weltmeisterschaften 2023/Teilnehmer (Laos)
| Goldmedaillen | Silbermedaillen | Bronzemedaillen |
| ------------- | --------------- | --------------- |
| —             | —               | —               |

Der Leichtathletikverband von Laos hat für die Leichtathletik-Weltmeisterschaften 2023 in Budapest eine Sportlerin gemeldet.

## Ergebnisse

### Frauen

#### Laufdisziplinen
| Athletin         | Disziplin | Vorlauf | Vorlauf | Halbfinale | Halbfinale | Finale | Finale |   |
| Athletin         | Disziplin | Zeit    | Platz   | Zeit       | Platz      | Zeit   | Platz  |   |
| ---------------- | --------- | ------- | ------- | ---------- | ---------- | ------ | ------ | - |
| Silina Pha Aphay | 100 m     | 12,67 s | 49      | DNQ        | DNQ        | –      | –      | – |